# Thilogne
Thilogne – miasto w Senegalu, w regionie Matam. Według danych szacunkowych na rok 2010 liczy 11 558 mieszkańców.